# Moto Guzzi 1000 SP
La Moto Guzzi 1000 SP è una motocicletta prodotta dalla Moto Guzzi dal 1977 al 1985.

## Descrizione
L'obiettivo è una moto con cui affrontare al meglio lunghi viaggi con medie per l'epoca elevate. L'obiettivo commerciale è anche rispondere alla R100RS della BMW che stava erodendo fasce di mercato.
La 1000 SP, che deve il suo nome (sigla di Super Protezione) alla novità del cupolino e carenatura che ne facevano la serie personalizzata della precedente 1000 G5, viene progettata utilizzando la galleria del vento di cui la Moto Guzzi si era dotata negli anni cinquanta per affrontare al meglio le competizioni motociclistiche e che dopo l'abbandono delle competizioni da parte della maggior parte delle aziende italiane, era rimasta semi-inutilizzata.
Il risultato è una cupola - di cui verrà dotata, nel 1980, anche la 850 T4 - estremamente protettiva e di una parziale carenatura che da una parte protegge le gambe del motociclista e contemporaneamente migliora il raffreddamento del gruppo termico.
Il quadro strumenti, completamente nuovo, oltre ai tradizionali tachimetro e contagiri, è dotato anche di orologio e voltmetro.
Il motore è sostanzialmente lo stesso dei V1000 l - Convert e V1000 G5 ed il telaio è quello della serie grande, progettato da Lino Tonti e che supporta gran parte della produzione della casa di Mandello. 
Alla SP 1000 prima serie, seguirà nel 1980 la 1000 SP NT (Nuovo Tipo), con modifiche di dettaglio all'estetica, con le marmitte, ora cromate e non più nere, ad andamento pressoché rettilineo e con una messa a punto migliorata, oltre a nuovi colori tra cui due varianti di bianco/rosso e una con colori metallizzati grigio/blu scuro. Seguiranno poi la SP II (1984), con l'innovazione dell'alettatura quadra dei cilindri, oltre alle varianti estetiche come nuovi colori e nuovo parafango anteriore più moderno, nuove piastre pressofuse per le pedane ma soprattutto con la modifica tecnica sostanziale della ruota anteriore da 16", per cercare di migliorare la maneggevolezza del mezzo.(modifica estesa anche alle coeve 850 T5 e Le Mans 1000) Quest'ultima modifica peggiorò però in maniera importante la tenuta di strada della motocicletta e furono molti i "guzzisti" che ritornarono "privatamente" alla ruota anteriore da 18". Altra modifica di un certo rilievo, atta a superare le manchevolezze riscontrate sulla prima serie, fu lo spostamento del cavalletto laterale dal vertice anteriore del monoblocco al "sottopedana" sx, che fu molto apprezzata dagli utenti, potendo ora contare su un accessorio davvero utile e stabile, come mai prima d'allora.
Successiva è la SP III, moto completamente nuova, con le linee del serbatoio simili alla Guzzi 850-T5 ed alla 750, teste a valvole "medie" tipo Le Mans 850, carburatori PHF36 e accensione elettronica Motoplat, oltre ad una validissima carenatura integrale (ora fissata al telaio) che proteggeva efficacemente dall'aria e dall'acqua anche i motociclisti più alti, precedentemente un po' sacrificati dalla carenatura in tre pezzi delle prime SP, principalmente a livello delle gambe, difficili da inserire negli appositi spazi se si era di statura superiore ai 175 cm. Con la SP III la Moto Guzzi inserì nel cruscotto anche la spia della riserva, all'epoca in dotazione a pochissime altre moto, anche di prezzo notevolmente superiore. La SP III permise a moltissimi affezionati clienti della casa di Mandello di poter effettuare lunghi viaggi in pieno comfort e piena sicurezza, con le grandi borse laterali rigide di serie e confortati dal superbo telaio e dalla frenata integrale (ora con dischi in acciaio) sempre pronta e sicura, un'antesignana dell'ABS.

## Caratteristiche tecniche
Il propulsore montato sulla prima serie della V1000 SP inaugurò la serie dei cilindri con riporto al Gilnisil (marchio della Gilardoni, azienda di Mandello del Lario, fornitrice di cilindri), una lega di silicio a riporto galvanico che permetteva una maggior durata e un minor degrado delle pareti dei cilindri, permettendo accoppiamenti con i pistoni di maggior precisione, a vantaggio della durata, silenziosità e potenza, oltre ad un minor consumo d'olio dovuto ai minori trafilaggi.
Questo bicilindrico è noto per una buona affidabilità e una elevata erogazione della coppia a bassi regimi, e ricevette in tempi successivi una serie di modifiche anche sostanziali.
Nelle serie a teste e cilindri "tondi" (prima serie e NT) si poteva portare l'alesaggio dagli 88 mm originari a 90 e anche 92 mm (limite massimo permesso dall'interasse dei prigionieri) usando teste con valvole maggiorate derivate dalla serie Le Mans, abbinate a carburatori, sempre Dell'Orto, ma con diffusori da 36 mm di diametro, senza che emergessero problemi nel normale utilizzo. 
Nelle serie successive ("cilindri quadri") l'interasse dei prigionieri fu maggiorato e ciò permise di arrivare ad alesaggi massimi di 95 mm che, abbinati ad alberi motore con corsa maggiorata a 82 mm (prodotti da Arturo Magni, ex Direttore Tecnico della MV Agusta) portavano la cilindrata di questi motocicli al limite dei 1200 cm³.
Altra modifica che veniva effettuata soprattutto in concomitanza all'aumento dell'alesaggio era la doppia accensione, inserendo una seconda candela per cilindro, forando l'apposito spazio già previsto di progetto sulle teste dei cilindri. 
Queste varianti verranno poi, in seguito, adottate anche dalla casa madre, ad esempio sul motore della Norge 1200.